# Подполозье (Псковская область)
Подполозье — деревня в Псковском районе Псковской области. Входит в состав Серёдкинской волости. 
Расположена в 48 км к северу от Пскова и в 6 км к востоку от села Серёдка, южнее деревни Мельницы.
Численность населения деревни по состоянию на 2000 год составляла 11 человек.

## Топографические карты
- Лист карты O-35-XVII Новоселье. Масштаб: 1 : 200 000. Издание 1980 г.